# Nudi (Erzsébet Korb)
Nudi (Aktok) è un dipinto a olio su tela realizzato dalla pittrice ungherese Erzsébet Korb nel 1921 circa e conservato nella galleria nazionale ungherese a Budapest.

## Descrizione
L'opera raffigura una coppia formata da una donna in piedi, con il braccio destro che tocca la spalla sinistra, e un uomo rannicchiato per terra (con alcuni tratti leggermente androgini, come del resto si riscontra nelle figure maschili presenti in altre opere dell'artista). La posizione dell'uomo è tale da non far vedere il suo pube, dandogli un tratto androgino ulteriore. I capelli corti della donna e la sua muscolatura, d'altro canto, le danno un'aria più mascolina. Una nuvola bianca e delle luci provenienti dal cielo illuminano la donna, facendola risaltare maggiormente rispetto allo sfondo dai colori cupi, come una specie di aura. Le aree meno illuminate del corpo consentono di evidenziare i muscoli del suo stomaco, delle cosce e delle gambe.
Le figure nude sembrano immerse nel loro dolore, in un paesaggio spoglio, simbolico e senza tempo. Tutta l'opera è piena di malinconia, come dimostrano gli occhi chiusi di entrambi, forse nella soggezione delle cose che avverranno in futuro. Si ritiene che quest'opera possa essere una di quelle che vennero esposte al museo Ernst di Budapest nel 1923. L'opera può essere messa a confronto con altre tele della cerchia di Szőnyi, alla quale Korb apparteneva. Il dipinto, infatti, richiama l'opera Adamo ed Eva del pittore Károly Patkó, che raffigura i due personaggi del libro della Genesi al di sotto di un albero. La luminosità evidenzia alcune parti del corpo dei personaggi e sono presenti delle nuvole scure.
I dipinti di Erzsébet Korb sono noti per le loro figure nude, dipinte con uno stile tendente al classico (rispetto alle avanguardie numerose che nascevano in quegli anni in Europa) e che esprimono delle allegorie. I personaggi in questo caso esprimono una malinconia profonda, come quella provata dalla pittrice negli ultimi anni della sua vita, prima di morire all'età di 26 anni nel 1925.